# Walter Kendall Myers
Walter Kendall Myers, né le 15 avril 1937, est un officier à la retraite du département d'État des États-Unis, arrêté avec sa femme, née Gwendolyn Steingraber, par le FBI le 4 juin 2009 pour avoir transmis durant près de trois décennies des documents confidentiels aux services secrets cubains.
Walter Kendall est l'arrière-petit-fils d'Alexandre Graham Bell et le petit-fils de Gilbert Grosvenor, pionnier du photo-journalisme et journaliste au National Geographic Magazine.

## Carrière
Walter Kendall Myers est embauché par le département d'État des États-Unis en 1977. Il a accès à certains documents confidentiels dès 1985. Il travaille également à l'Paul H. Nitze School of Advanced International Studies.
À partir de 1988, et jusqu'en 1999, le département d'État affecte périodiquement Myers au Bureau de renseignement et de recherche (INR). À compter de 1999, ce dernier accède à des informations top-secrètes de haute importance.
En 2000, il est nommé analyste, poste qu'il occupe jusqu'à sa retraite en 2007. Le 4 juin 2009, au terme d'une enquête de trois ans, il est arrêté avec son épouse par le FBI pour espionnage au profit de Cuba.

## Espionnage pour le compte de Cuba
En décembre 1978, Walter Kendall Myers effectue un séjour à Cuba et, séduit par le modèle cubain et réprobateur vis-à-vis de l'impérialisme américain, il décide, avec le soutien de sa femme, Gwendolyn Streingraber Myers, de servir les intérêts cubains, et le couple devient les agents « 202 » et « 123 ». Au départ peu prolifique, du fait de sa position modeste au sein du département d'État, Myers bénéficie du caractère bénévole de ses services pour rester dans le circuit. Il prend finalement, au fur et à mesure de la progression de sa carrière, un rôle croissant dans le dispositif des services cubains. En 1995, le couple Myers rencontre Fidel Castro pour un entretien privé de quatre heures.
Pour communiquer avec leurs intermédiaires cubains, les Myers transmettaient les photocopies des documents (Walter Myers se refusant, par prudence, à sortir ces derniers de l'enceinte du département d'État) via des moyens plutôt obsolètes, mais très efficaces : échange discret de chariots dans les supermarchés, communication en morse par le biais de radios à ondes courtes, ou encore utilisation de lettres manuscrites rédigées à l'encre sympathique. 
En 2006, à la suite d'un discours faisant l'éloge du communisme à Pékin, Walter Kendall Myers est ciblé par le FBI. Piégés le 4 juin 2009 par un agent fédéral se faisant passer pour un nouveau contact des services cubains, Myers et sa femme sont placés en état d'arrestation et font des aveux complets. Ils déclarent avoir agi par « amour pour Cuba, Castro et le système politique de l'île ». Le couple risque vingt ans de prison, et Walter Kendall Myers pourrait en outre être contraint de rembourser les salaires perçus tout au long de sa carrière (soit 1,7 million de dollars).
Tous les deux plaident coupable, le 20 novembre 2009, devant le juge Reggie Walton. La secrétaire d'État des États-Unis Hillary Clinton demande par ailleurs des enquêtes approfondies pour évaluer les dommages dus à la trahison des époux Myers.
Le 16 juillet 2010, Walter Kendall Myers et sa femme sont respectivement condamnés à la prison à vie sans possibilité de libération et à 81 mois de prison (environ 7 ans). Le couple se voit également infliger la confiscation de 1,7 million de dollars. Il est détenu a la prison ADX Florence.